# Zuidoost-Duits voetbalkampioenschap 1909/10

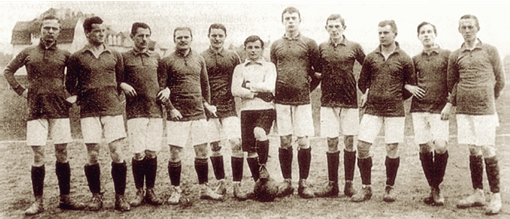
Winnende team van VfR Breslau

In 1909/10 werd het vierde voetbalkampioenschap gespeeld dat georganiseerd werd door de Zuidoost-Duitse voetbalbond. VfR Breslau werd kampioen en plaatste zich voor de eindronde om de Duitse landstitel. De club werd in de eerste ronde uitgeschakeld door FC Tasmania Rixdorf. Voor het eerst nam er ook een team uit Posen deel.

## Deelnemers aan de eindronde
| Club                  | Gekwalificeerd als         |
| --------------------- | -------------------------- |
| VfR 1897 Breslau      | Kampioen van Breslau       |
| FC Askania Forst      | Kampioen van Neder-Lausitz |
| ATV Liegnitz          | Kampioen van Neder-Silezië |
| SC Germania Kattowitz | Kampioen van Opper-Silezië |
| Deutscher SV Posen    | Kampioen van Posen         |

## = Kwalificatie
|               |                  |       |              |       |
| 13 maart 1910 | FC Askania Forst | 4 - 0 | ATV Liegnitz | Forst |
| 13 maart 1910 |                  |       |              | Forst |

|               |                    |       |                  |       |
| 20 maart 1910 | Deutscher SV Posen | 1 - 3 | VfR 1897 Breslau | Posen |
| 20 maart 1910 |                    |       |                  | Posen |

Germania Kattowitz had een bye.

### Halve finale
|               |                  |       |                       |         |
| 25 maart 1910 | VfR 1897 Breslau | 4 - 2 | SC Germania Kattowitz | Breslau |
| 25 maart 1910 |                  |       |                       | Breslau |

Askania Forst had een bye. 

### Finale
|              |                  |              |                  |         |
| 3 april 1910 | VfR 1897 Breslau | 3 - 1 (n.v.) | FC Askania Forst | Breslau |
| 3 april 1910 |                  |              |                  | Breslau |